# いしづかあつこ
いしづか あつこ（1981年9月3日 - ）は、日本女性の2Dアニメーション作家、アニメーション監督。マッドハウス所属。愛知県岡崎市出身。

## 来歴
岡崎市立六ツ美北中学校卒業。愛知県立芸術大学在籍中よりアニメーション作家として創作活動を開始。
『引力』（2003年）がNHK「デジタル・スタジアム」ベストセレクション、同番組アウォード2003 ファイナリスト、第16回DoGA CGアニメコンテスト入選。『CREMONA』（2003年）が第2回インディーズアニメフェスタ 春田克典賞、第16回DoGA CGアニメコンテスト佳作を受賞するなど、実績を重ねる。
大学4年時にはLocal Busのプロモーションビデオや、auの着ムービーを作る仕事などを担当。仕事を受けながら就職活動を行っていた。2004年4月に大学卒業後、アニメーション制作会社マッドハウスに入社した。
2018年に発表した『宇宙よりも遠い場所』は「ニューヨーク・タイムズ」のトップ10ベストインターナショナルドラマ賞を受賞した。

## 参加作品

### テレビアニメ
2004年
- MONSTER（2004年 - 2005年、設定制作・最終話（半パートのみ）絵コンテ）※TVシリーズ初参加

2006年
- NANA（2006年 - 2007年、助監督・絵コンテ・演出・原画）

2007年
- メイプルストーリー（2007年 - 2008年、助監督・絵コンテ・演出・原画）

2008年
- 秘密 〜The Revelation〜（絵コンテ・演出・原画）
- 黒塚 KUROZUKA（ED絵コンテ・演出）
- 魍魎の匣（演出）

2009年
- チーズスイートホーム あたらしいおうち（絵コンテ）
- 青い文学シリーズ
  - 蜘蛛の糸（監督・脚本・絵コンテ）
  - 地獄変（監督・脚本・絵コンテ）

2011年
- ちはやふる（2011年 - 2012年、絵コンテ・原画）

2012年
- さくら荘のペットな彼女（2012年 - 2013年、監督・絵コンテ・演出・ED演出）
- BTOOOM!（ED絵コンテ）

2014年
- ノーゲーム・ノーライフ（監督・絵コンテ・演出）
- ハナヤマタ（監督・演出・OP絵コンテ・演出）

2016年
- プリンス・オブ・ストライド オルタナティブ（監督・絵コンテ・演出）

2018年
- 宇宙よりも遠い場所（監督・絵コンテ・演出）

2019年
- ちはやふる3（絵コンテ）

2024年
- トリリオンゲーム（絵コンテ）

### 劇場アニメ
- ピアノの森（2007年、演出）
- ノーゲーム・ノーライフ ゼロ（2017年、監督）
- グッバイ、ドン・グリーズ!（2022年、監督・脚本）

### OVA
- SUPERNATURAL: THE ANIMATION（2011年、監督）

### ゲーム
- ペルソナ4 ザ・ゴールデン（2012年、オープニングアニメーション監督）
- ペルソナ4 ジ・アルティメット イン マヨナカアリーナ（2012年、アニメーションムービー監督）

### その他
- 桜見丘（プロモーションビデオ）/ Local Bus（2004年3月17日発売）

みんなのうた
◆は、5分間1曲枠の楽曲（ロングのうた）。
1. 月のワルツ / 諫山実生（2004年10月・11月放送）◆
2. 千の花 千の空 / 清田まなみ（2005年10月・11月放送）◆

## テレビ出演
- NANAの部屋（2006年10月25日、日本テレビ） - 製作現場のお仕事紹介として出演
- 『SUPERNATURAL: THE ANIMATION』 緊急特番もう一つの闘いを追う!（2011年1月1日、BS11）